# Frazem
Frazemi predstavljaju vezu leksema koja se u govornom aktu reprodukuje kao jedna cjelina u prenesenom značenju. Njihova veza se sastoji najmanje iz dvije riječi sa višestrukim značenjem, a njihove članove nije moguce zamjeniti ni ispustiti. 

## Primeri
- Živi Bogu iza leđa - živi veoma daleko
- imati slobodne ruke - slobodno odlučivati (imati vezane ruke - suprotno)
- trn u oku- biti nekome na velikoj smetnji
- bog bogova - vrlo utjecajan čovjek
- tanak kao čačkalica - mršav
- imati debelu kožu - biti ravnodušan, nepovredljiv
- plesati kako drugi svira - raditi ono sto drugi žele/zapovjedaju
- sjediti na dvije stolice - biti na dva mjesta u isto vrijeme tj. biti prezauzet
- dolijevati ulje na vatru - činiti suprotno od povoljnog za izvršenje nekog cilja
- kad na vrbi rodi grozđe - to se nikada neće desiti
- idi mi - dođi mi - biti ni na jednoj ni na drugoj strani, ni tamo ni vamo
- mačji kašalj - lagana radnja za izvršenje
- duša od čovjeka - jako velikodušan čovjek
- imati dvije lijeve ruke - biti nespretan
- imati soli u glavi - biti pametan
- ostaviti koga na cjedilu - ne ispuniti nešto obečano (u zadnji trenutak)
- knjiški moljac -  intelektualac/-ka
- naći se u neobranom grožđu - naći se u neugodnoj situaciji, tamo gdje ti nije mjesto
- ostati kratkih rukava - izgubiti: podnijeti gubitak
- staviti tačku na i - poentirati
- naći zajednički jezik - sporazumjeti se
- dobiti korpu - dobiti negativan odgovor
- stezati kaiš - štediti